# Le Récit du colonel
Le Récit du colonel è un cortometraggio muto del 1907 diretto da Louis Feuillade.
Fu l'esordio sullo schermo per l'allora diciassettenne Alice Tissot.

## Trama
Durante una cena in famiglia innaffiata generosamente di vino, un anziano colonnello in pensione si lascia trascinare dai ricordi di vecchie battaglie ravvivate dal suo gesticolare nel raccontarle. Anche il pranzo finirà in una nuova battaglia.

## Produzione
Il film fu prodotto dalla Société des Etablissements L. Gaumont.

## Distribuzione
Distribuito dalla Société des Etablissements L. Gaumont, uscì nelle sale cinematografiche francesi nel 1907.